# Sosna Rzepicha
Sosna Rzepicha – pomnik przyrody, sosna zwyczajna w województwie lubuskim, w powiecie zielonogórskim w gminie Sulechów, niedaleko miejscowości Górki Małe, w leśnictwie Nowy Świat. Od czasu zmiany metod pomiaru, uznawana jest za najgrubszą sosnę w Polsce (wcześniej za najgrubszą uznawano znajdującą się w tym samym nadleśnictwie Waligórę). Rzepicha ma pięć pni oraz rozłożystą i silnie rozbudowaną koronę. Nierozgałęziony odziomek o długości około 2 m, jest nieregularny, ma liczne wgłębienia i guzy. Na pniu widoczne są zabliźniające się tylce po uschniętych konarach. Mimo pojedynczych uschniętych konarów, stan zdrowotny Rzepichy jest bardzo dobry.

## Wymiary
- obwód w pierśnicy na wysokości 1,3 metra wynosi 568 cm[3]
- wysokość 27 m